# Велико-Кореново
45°51′ пн. ш. 16°48′ сх. д. / 45.85° пн. ш. 16.80° сх. д.
Велико-Кореново (хорв. Veliko Korenovo) — населений пункт у Хорватії, у Б'єловарсько-Білогорській жупанії у складі міста Б'єловар.

## Населення
Населення за даними перепису 2011 року становило 534 осіб.
Динаміка чисельності населення поселення: